# Pucangtelu
Pucangtelu is een bestuurslaag in het regentschap Lamongan van de provincie Oost-Java, Indonesië. Pucangtelu telt 2071 inwoners (volkstelling 2010).